# Ирбейский район
Ирбе́йский райо́н — административный и муниципальный район в юго-восточной части Красноярского края России.
Административный центр — село Ирбейское.

## География
Сопредельные территории:
- север: Канский и Иланский районы Красноярского края
- восток и юг: Иркутская область
- запад: Саянский район
- северо-запад: Рыбинский район (Красноярский край)

Площадь территории по данным на 2008 год — 10920,85 км².

## История
С образованием Енисейской губернии в 1822 году, в губернию и том числе в Ирбей и деревни расположенные вокруг него ссылали большое количество людей, находившиеся не в ладах с законом, в их число входили солдаты и матросы, осужденные за различные воинские проступки, а кроме этого в губернии было большое количество бродяг и беглых. Ссыльные в Сибири не имели в то время от правительства никакой помощи. С момента прибытия на место они должны были сами себе зарабатывать на хлеб и при этом платить подушные налоги. Все эти люди жили среди жителей старожильческих деревень, тем самым причиняя последним массу неприятностей. Надзор за этими людьми осуществлять практически не было возможности из-за большой их разбросанности и незначительного количества сотрудников, осуществляющих надзор. Вот первый губернатор Енисейской губернии А. П. Степанов и решил построить для этих беспокойных людей так называемые казённые поселения. По выражению самого Степанова, чтобы через усиленный надзор и занятие в хлебопашестве, удержать преступников от побегов и праздности. Для размещения 5955 мужчин и 155 женщин планировалось построить 22 казённых поселения. 15 сентября 1827 года царем Николаем I был утвержден проект создания этих поселений. На территории будущего Ирбейского района к 1837 году было построено 4 таких поселения (Николаевка, Александровка, Приречное, Маловка). 
В 1854 году выходцами из Вятской губернии были образованы деревни Усть-Яруль и Усть-Каначуль. Сюда направляют участников крестьянских волнений, членов народнических и народовольческих организаций, участников Польского восстания 1863—1864 годов, а начиная с конца XIX века — членов левых политических организаций. В восьмидесятых годах девятнадцатого века выходцы из с. Ивановского из-за нехватки земель образовали деревню В-Уря. 1900 год стал годом разделения Ирбейской волости на Ирбейскую и Агинскую. И характерной чертой изменения административно-территориального деления 1900 года являлось согласие каждого домохозяина. В 1901 году произошёл «Ирбейский» погром, когда было убито несколько десятков татар-конокрадов.
В конце XIX—начале XX веков начинается активное переселение украинцев, белорусов и чувашей. Именно тогда на территории будущего Ирбейского района появляются деревни преимущественно с украинским населением: Орловка, Елисеевка, Михайловка, Преображенка, Каменка. Большинство белорусов селились в Ирбейской, Тальской и Усть-Ярульской волостях, смешанное украинско-белорусское население было в Покровке и Арангаше. В 1906—1910 гг. начинается столыпинское переселение. Села будущего Ирбейского района входили в состав Ирбейской, Тальской и Амонашевской волостей. (1910 год)
В период 1917—1920 годов на территории современного Ирбейского района существовало 4 волости, которые входили в состав Канского уезда: Ирбейская — 26 населённых пунктов, Тальская — 53, Верхне-Уринская — 6 и Усть-Ярульская — 5 населенных пунктов. На территории Ирбейской волости проживало 7724 человека. В 1920 году волости нашего района участвовали в «Голопуповском» мятеже.
Советская власть на территории района была установлена в период с 1919 по 1920 гг.
На основании распоряжения губисполкома от 28 февраля 1924 года с 15 марта по 15 апреля проводилось районирование Канского уезда, в результате которого большинство волостей было преобразовано в районы. Ирбейский район был образован 4 апреля 1924 года. Население новообразованного района составило 37 559 человек. На территории района существовало 32 сельских совета и 81 населённый пункт. 9 декабря 1925 года включён в состав Канского округа Сибирского края. 30 июля 1930 года был передан в прямое подчинение Восточно-Сибирского края. 7 декабря 1934 года вошёл в состав Красноярского края. По переписи 1926 года в Ирбейском районе было 169 населенных пунктов с 7811 хозяйств, в которых проживало 40783 человека.
В середине 20-х годов в районе существовало 11 пунктов по ликвидации неграмотности среди взрослых, 18 начальных школ. В 1932 году в районе действовало уже 40 начальных школ, а также 2 больницы и 16 детских яслей. По состоянию на 1938—1939 гг. в районе насчитывалось 70 начальных и 1 средняя школа, в которых обучалось около 7500 детей. Коммунальное хозяйство состояло из пожарного имущества и 13 национализированных домов. В районе существовало 7270 хозяйств, была паровая мельница и кожзавод. В 1933 году во время коллективизации в Ирбейском районе было организовано 2 МТС: Ирбейская (в неё вошло 19 колхозов) и Тальская (35 колхозов). По состоянию на 1938—1939 гг. в районе насчитывалось 163 трактора, 28 комбайнов, 58 грузовиков и 7 легковых автомобилей.
Ирбейская районная организация ВКП(б) насчитывала 9 ячеек и 1 кандидатскую группу, в которые входило 164 члена и кандидата в члены партии. 12 сентября 1942 года в районе возникла пионерская организация, в которой было 8 отрядов, с общей численностью 254 пионера.
В 1930 году была основана газета «Ирбейская правда». Первые годы её тираж составлял 1500 экземпляров, в наши дни тираж равен 3600. Также в 1930 году в с. Ирбейское началось радиовещание. В 1935 году было образовано районное отделение милиции (РОМ), первым начальником которого стал Манин Павел Александрович. В 1937 году начало работу районное отделение связи и была создана метеорологическая станция, а в 1939 году был сформирован военный комиссариат района.
3 марта 1938 года создано Ирбей-Саянское отделение исправительно-трудового лагеря НКВД СССР, с управлением в п. Амбарчик Ирбейского района. В южной части района начинается развертывание спецнаселений в лагерных пунктах. В декабре 1938 года выделяется Тугачинский отдельный лагерный пункт (ОЛП). В д. Самсоновка Ирбейского района был лагерь-совхоз, где содержались женщины. С 1951—1957 гг. существовал лагерь в п. Степановка Ирбейского района с численностью 500 человек. Кроме заключенных в Ирбейский район начинают поступать ссыльные, выселенцы, спецпоселенцы и раскулаченные. Лагерная система в районе просуществовала до 1957 года.
В период Великой Отечественной войны с территории Ирбейского района на фронт ушло более 11 тыс. человек, из них 3932 погибли.
В послевоенный период (1947—1950 гг.) в состав района входило 37 сельских советов и 99 населенных пунктов, в которых проживало 29 147 человек. В районе было 71 колхоз, 3 МТС, создана авторота. Общая площадь сельхоз. земель составляла 41 726 га. Основным отраслями экономики были растениеводство и животноводство.
В 1965 году открыто движение поездов через станцию Ирбейская по трассе Абакан—Тайшет (Красноярская железная дорога), которая соединила юг Красноярского края с Иркутской областью.

## Население
| 1939    | 1959    | 1970    | 1979    | 1989    | 2002    | 2009    | 2010    | 2011    |
| ------- | ------- | ------- | ------- | ------- | ------- | ------- | ------- | ------- |
| 37 049  | ↘31 693 | ↘28 390 | ↘23 050 | ↘21 572 | ↘19 181 | ↘17 771 | ↘16 784 | ↘16 712 |
| 2012    | 2013    | 2014    | 2015    | 2016    | 2017    | 2018    | 2019    |         |
| ↘16 527 | ↘16 267 | ↘16 092 | ↘16 019 | ↘15 802 | ↘15 624 | ↘15 468 | ↘15 316 |         |

## Административно-муниципальное устройство
В рамках административно-территориального устройства район включает 18 административно-территориальных единиц — 18 сельсоветов.
В Ирбейском районе 49 населённых пунктов в составе 18 сельских поселений:
| №  | Сельские поселения          | Административный центр  | Количество населённых пунктов | Население | Площадь, км2 |
| -- | --------------------------- | ----------------------- | ----------------------------- | --------- | ------------ |
| 1  | Александровский сельсовет   | село Александровка      | 2                             | ↗615      | 125,27       |
| 2  | Благовещенский сельсовет    | село Благовещенка       | 7                             | ↘947      | 2605,96      |
| 3  | Верхнеуринский сельсовет    | село Верхняя Уря        | 3                             | ↘1058     | 252,57       |
| 4  | Ивановский сельсовет        | село Ивановка           | 2                             | ↘754      | 166,63       |
| 5  | Изумрудновский сельсовет    | посёлок Изумрудный      | 2                             | ↘785      | 3,99         |
| 6  | Ирбейский сельсовет         | село Ирбейское          | 2                             | ↗5010     | 121,36       |
| 7  | Маловский сельсовет         | село Маловка            | 2                             | ↗420      | 80,35        |
| 8  | Мельничный сельсовет        | село Мельничное         | 2                             | ↘365      | 252,83       |
| 9  | Петропавловский сельсовет   | деревня Петропавловка-1 | 2                             | ↘489      | 343,34       |
| 10 | Сергеевский сельсовет       | деревня Сергеевка       | 4                             | ↘322      | 324,82       |
| 11 | Степановский сельсовет      | посёлок Степановка      | 1                             | ↘631      | 5290,22      |
| 12 | Тальский сельсовет          | село Талое              | 6                             | ↗704      | 455,64       |
| 13 | Тумаковский сельсовет       | село Тумаково           | 2                             | ↘602      | 166,61       |
| 14 | Успенский сельсовет         | деревня Успенка         | 2                             | ↘104      | 186,94       |
| 15 | Усть-Каначульский сельсовет | село Усть-Каначуль      | 2                             | ↘124      | 99,24        |
| 16 | Усть-Ярульский сельсовет    | село Усть-Яруль         | 3                             | ↘1106     | 223,44       |
| 17 | Чухломинский сельсовет      | деревня Чухломино       | 2                             | ↘483      | 135,01       |
| 18 | Юдинский сельсовет          | село Юдино              | 2                             | ↗1105     | 86,63        |

В 1989 году с Тальским сельсоветом был объединён Рождественский сельсовет, а из Ирбейского сельсовета выделен Изумрудновский сельсовет.
В 1992 году путём выделения из Верхнеуринского и Тумаковского сельсоветов был образован Чухломинский сельсовет.
| №  | Населённый пункт  | Тип                          | Население | Муниципальное образование   |
| -- | ----------------- | ---------------------------- | --------- | --------------------------- |
| 1  | Агул              | деревня                      | 353       | Благовещенский сельсовет    |
| 2  | Александровка     | село                         | 431       | Александровский сельсовет   |
| 3  | Альгинка          | деревня                      | 197       | Сергеевский сельсовет       |
| 4  | Берёзовка         | деревня                      | 69        | Тальский сельсовет          |
| 5  | Благовещенка      | село                         | 304       | Благовещенский сельсовет    |
| 6  | Богачево          | деревня                      | 73        | Тальский сельсовет          |
| 7  | Буинка            | деревня                      | 52        | Успенский сельсовет         |
| 8  | Бычковка          | деревня                      | 289       | Петропавловский сельсовет   |
| 9  | Васильевка        | деревня                      | 30        | Благовещенский сельсовет    |
| 10 | Верхняя Уря       | село                         | 586       | Верхнеуринский сельсовет    |
| 11 | Галушка           | деревня                      | 0         | Мельничный сельсовет        |
| 12 | Елисеевка         | деревня                      | 419       | Верхнеуринский сельсовет    |
| 13 | Зелёная Слобода   | деревня                      | 15        | Тальский сельсовет          |
| 14 | Ивановка          | село                         | 596       | Ивановский сельсовет        |
| 15 | Изумрудный        | посёлок                      | 658       | Изумрудновский сельсовет    |
| 16 | Ильино-Посадское  | деревня                      | 29        | Благовещенский сельсовет    |
| 17 | Ирбейское         | село, административный центр | ↘4687     | Ирбейский сельсовет         |
| 18 | Каменка           | деревня                      | 218       | Усть-Ярульский сельсовет    |
| 19 | Козыла            | деревня                      | 212       | Александровский сельсовет   |
| 20 | Коростелево       | деревня                      | 225       | Маловский сельсовет         |
| 21 | Латынцево         | деревня                      | 111       | Чухломинский сельсовет      |
| 22 | Маловка           | село                         | 255       | Маловский сельсовет         |
| 23 | Малый Ирбей       | посёлок                      | 178       | Изумрудновский сельсовет    |
| 24 | Мельничное        | село                         | 442       | Мельничный сельсовет        |
| 25 | Минушка           | деревня                      | 35        | Благовещенский сельсовет    |
| 26 | Михайловка        | деревня                      | 152       | Верхнеуринский сельсовет    |
| 27 | Нагорная          | деревня                      | 271       | Юдинский сельсовет          |
| 28 | Николаевка        | деревня                      | 271       | Ивановский сельсовет        |
| 29 | Новоалександровка | деревня                      | 56        | Сергеевский сельсовет       |
| 30 | Новомариновка     | деревня                      | 140       | Благовещенский сельсовет    |
| 31 | Новотроицк        | деревня                      | 103       | Сергеевский сельсовет       |
| 32 | Первое Мая        | деревня                      | 332       | Ирбейский сельсовет         |
| 33 | Петропавловка-1   | деревня                      | 259       | Петропавловский сельсовет   |
| 34 | Преображенка      | деревня                      | 264       | Усть-Ярульский сельсовет    |
| 35 | Ракитовка         | деревня                      | 9         | Усть-Каначульский сельсовет |
| 36 | Рождественка      | деревня                      | 47        | Тальский сельсовет          |
| 37 | Сергеевка         | деревня                      | 30        | Сергеевский сельсовет       |
| 38 | Серединка         | деревня                      | 2         | Тальский сельсовет          |
| 39 | Степановка        | посёлок                      | ↘631      | Степановский сельсовет      |
| 40 | Стрелка           | деревня                      | 188       | Благовещенский сельсовет    |
| 41 | Талое             | село                         | 546       | Тальский сельсовет          |
| 42 | Тумаково          | село                         | 563       | Тумаковский сельсовет       |
| 43 | Успенка           | деревня                      | 76        | Успенский сельсовет         |
| 44 | Усть-Каначуль     | село                         | 156       | Усть-Каначульский сельсовет |
| 45 | Усть-Яруль        | село                         | 695       | Усть-Ярульский сельсовет    |
| 46 | Хомутово          | деревня                      | 148       | Тумаковский сельсовет       |
| 47 | Чухломино         | деревня                      | 446       | Чухломинский сельсовет      |
| 48 | Юдино             | село                         | 822       | Юдинский сельсовет          |

Упразднённые в 2021 году: Петропавловка-2.

## Местное самоуправление
Ирбейский районный Совет депутатов
Дата формирования: 13.09.2015. Срок полномочий: 5 лет
Председатель
- Анохина Валентина Васильевна

Глава Ирбейского района
- Гушану Дмитрий Харлампиевич. Дата избрания: 08.11.2009. Срок полномочий: 5 лет
- Анциферов Игорь Александрович. Дата избрания 24.11.2015. Срок полномочий: 5 лет
- Питомцева Ольга Николаевна. Дата назначения: 20.17.2018. Срок полномочий: до выборов нового главы района.
- Леоненко Олег Викторович – глава района с 2018 года.